# Bonaparte, Iowa

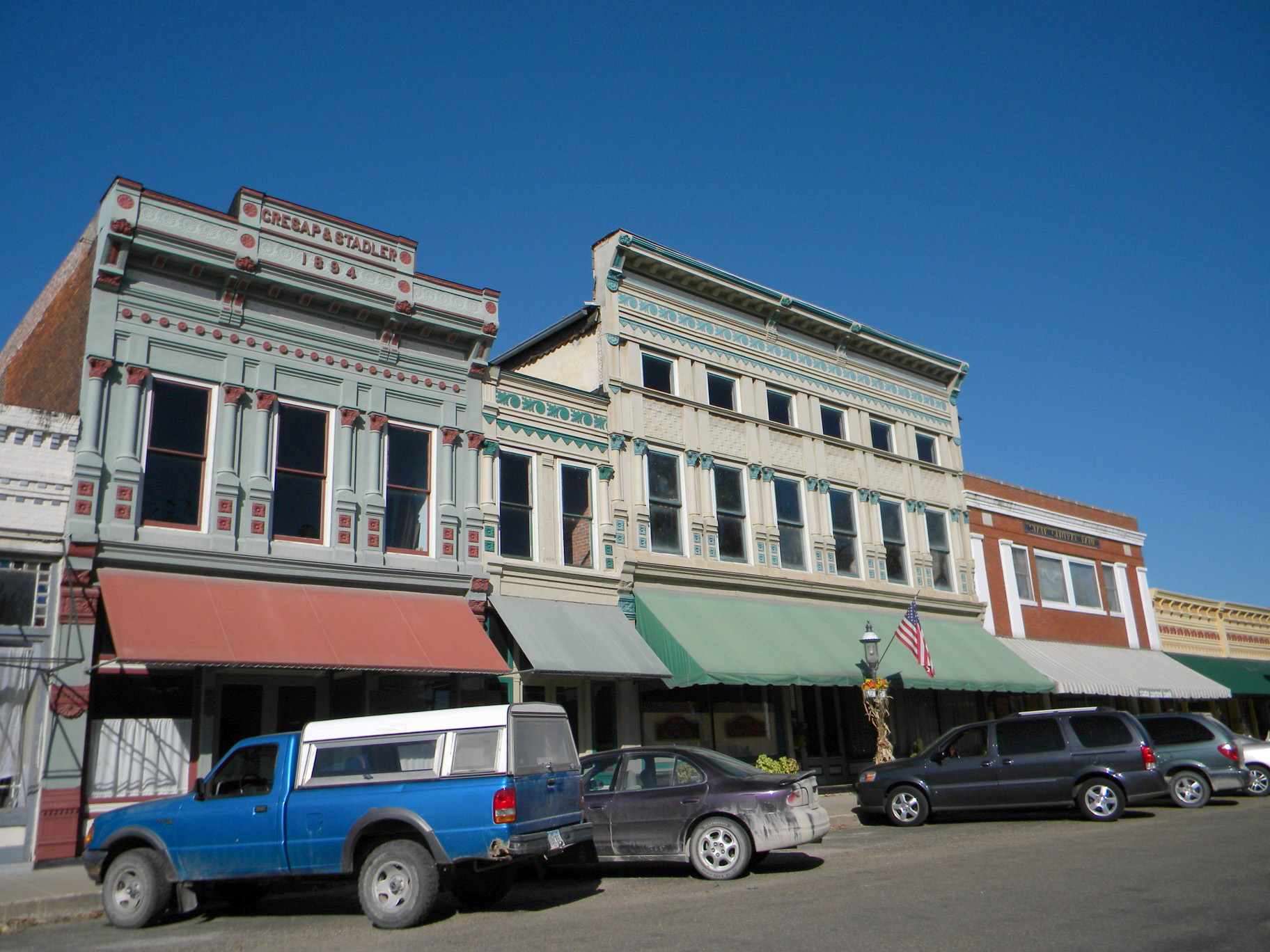
Bonaparte, Iowa

Bonaparte är en ort i Van Buren County i Iowa vid Des Moines River. Orten hette först Meek's Mills efter William Meek men namnet ändrades 1841 till Bonaparte för att hedra Napoleon I. Vid 2010 års folkräkning hade Bonaparte 433 invånare.